# Dødheimsgard
Dødheimsgard (psáno i jako DHG, lze do češtiny přeložit jako Království smrti nebo Svět strašidel; død = smrt, heim = domov, gard = říše) je norská avant-garde/black metalová kapela založená v roce 1994 v norském městě Oslo. Původní sestava byla Aldrahn (vokály, kytara), Fenriz (doprovodné vokály, baskytara) a Vicotnik (bicí).
První studiové album s názvem Kronet til konge vyšlo v roce 1995, krátce poté kapelu opustil Fenriz a přidali se Apollyon (ex-Aura Noir) a Alver (ex-Emperor).

## Diskografie
Dema
- Promo 1994 (1994)
- Promo 1995 (1995)

Studiová alba
- Kronet til konge (1995)
- Monumental Possession (1996)
- 666 International (1999)[3]
- Supervillain Outcast (2007)
- A Umbra Omega (2015)[4]
- Black Medium Current (2023)

EP
- Satanic Art (1998)

Singly
- Abyss Perihelion Transit (2023)
- Det tomme kalde mørke (2023)

Various Artists kompilace
- Novum Vox Mortis: Malicious Records Compilation Album (1997) – VA kompilační CD s kapelami Dødheimsgard, Kampfar, Gorgoroth, Aura Noir, Zyklon-B a Borknagar